# Federazione pallavolistica del Suriname
La Federazione surinamese di pallavolo (nld. Surinaamse Volleybal Bond, SuVoBo) è un'organizzazione fondata per governare la pratica della pallavolo in Suriname.
Organizza il campionato maschile e femminile, e pone sotto la propria egida la nazionale maschile e femminile.
Ha aderito alla FIVB nel 1976.